# بيركاكيت (ساها)
بيركاكيت (بالروسية: Беркакит) هي مدينة في جمهورية ياقوتيا في روسيا.
يبلغ عدد سكانها حوالي 4811 نسمة.